# Tradycja wyplatania palm wielkanocnych na Wileńszczyźnie

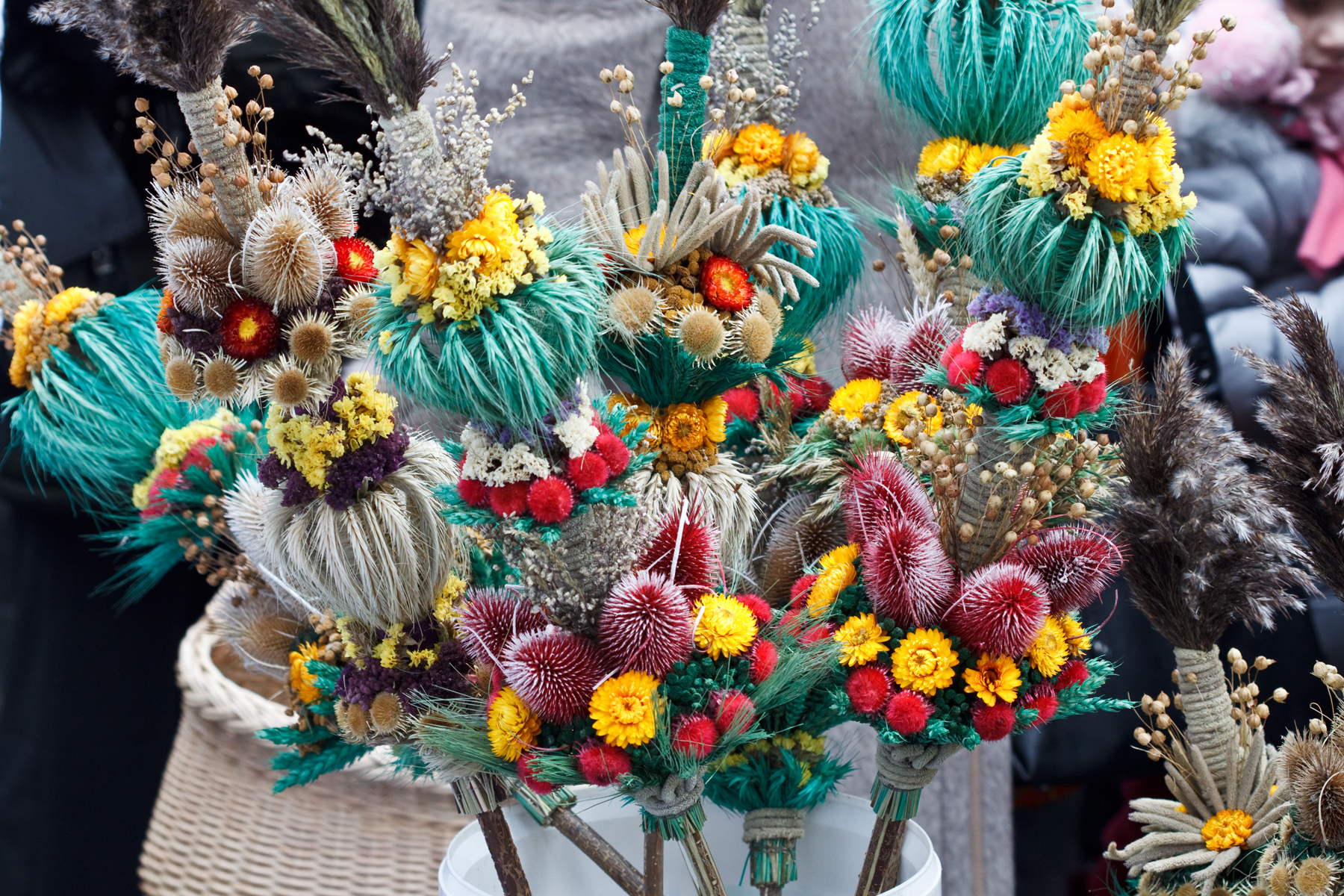
Palmy sprzedawane na jarmarku Kaziuki

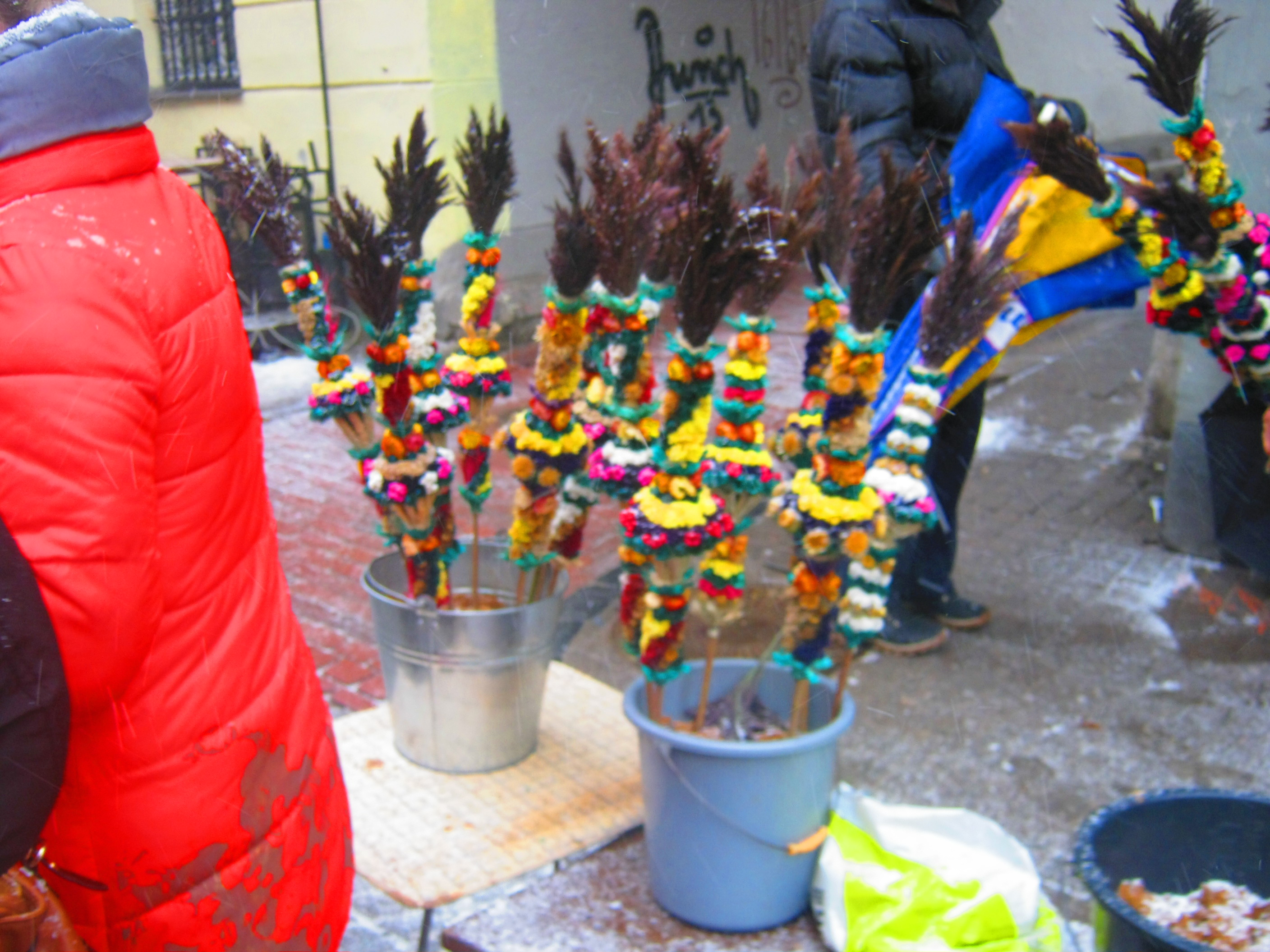
Palmy sprzedawane na jarmarku Kaziuki

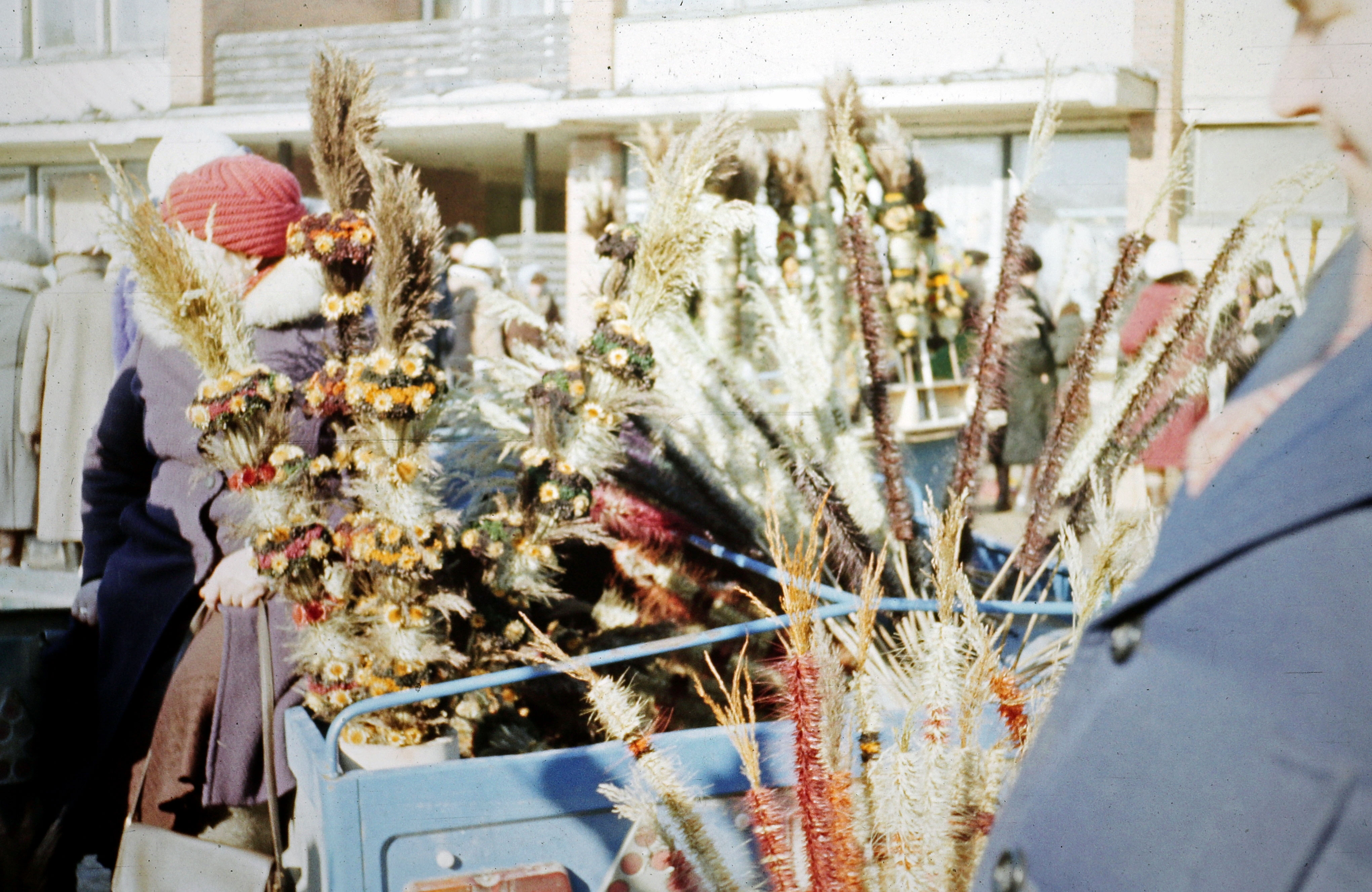
Palmy z 1983 roku

Tradycja wyplatania palm wielkanocnych na Wileńszczyźnie – litewskie tradycyjne rzemiosło związane z tworzeniem specyficznego rodzaju palm na Niedzielę Palmową.

## Historia
Tradycja ta rozwijała się i była przekazywana z pokolenia na pokolenie we wsiach położonych na północny zachód od Wilna. Pierwsze wzmianki o palmach wileńskich pochodzą z XIX wieku – z obrazów Kanutego Rusieckiego oraz opisów Oskara Kolberga. Początkowo palmy na Wileńszczyźnie, tak jak w rejonie Suwałk i Grodna, były papierowe. Z czasem jednak w miejsce kwiatów papierowych zaczęto umieszczać kwiaty suszone, które ostatecznie całkowicie wyparły te pierwsze, prowadząc do znanego dziś wyglądu palm wileńskich. Kluczową rolę w rozpowszechnianiu się palm wileńskich odegrał Ferdynand Ruszczyc. Według niektórych wersji miał on sam projektować palmy i zainspirować litewskie twórczynie swoimi metodami farbowania kwiatów i splatania ich w wałeczkowy kształt, a według innych miał jedynie odegrać ważną rolę w rozpowszechnianiu oryginalnych wileńskich palm. 
Moda na kolorowe palmy wileńskie nastała wraz z początkiem XX wieku. W okresie międzywojnia palmy cieszyły się dużą popularnością – nie tylko w Polsce, ale również np. we Francji, do której eksportowano je w dużych ilościach. Palmy można było nabyć przed kościołami w Wilnie podczas Niedzieli Palmowej oraz w czasie jarmarku Kaziuki.
W 2013 roku palma wileńska została podarowana przez prezydent Litwy Dalię Grybauskaite papieżowi Franciszkowi z okazji początku jego pontyfikatu. Palmy wileńskie były też częścią litewskiej wystawy na Expo 2015. W 2019 roku tradycja wyplatania palm wileńskich została wpisana na litewską krajową listę niematerialnego dziedzictwa kulturowego. W 2025 roku, po kilku latach starań, Litwa złożyła wniosek o wpis palm wileńskich na Listę reprezentatywną niematerialnego dziedzictwa kulturowego ludzkości UNESCO. 

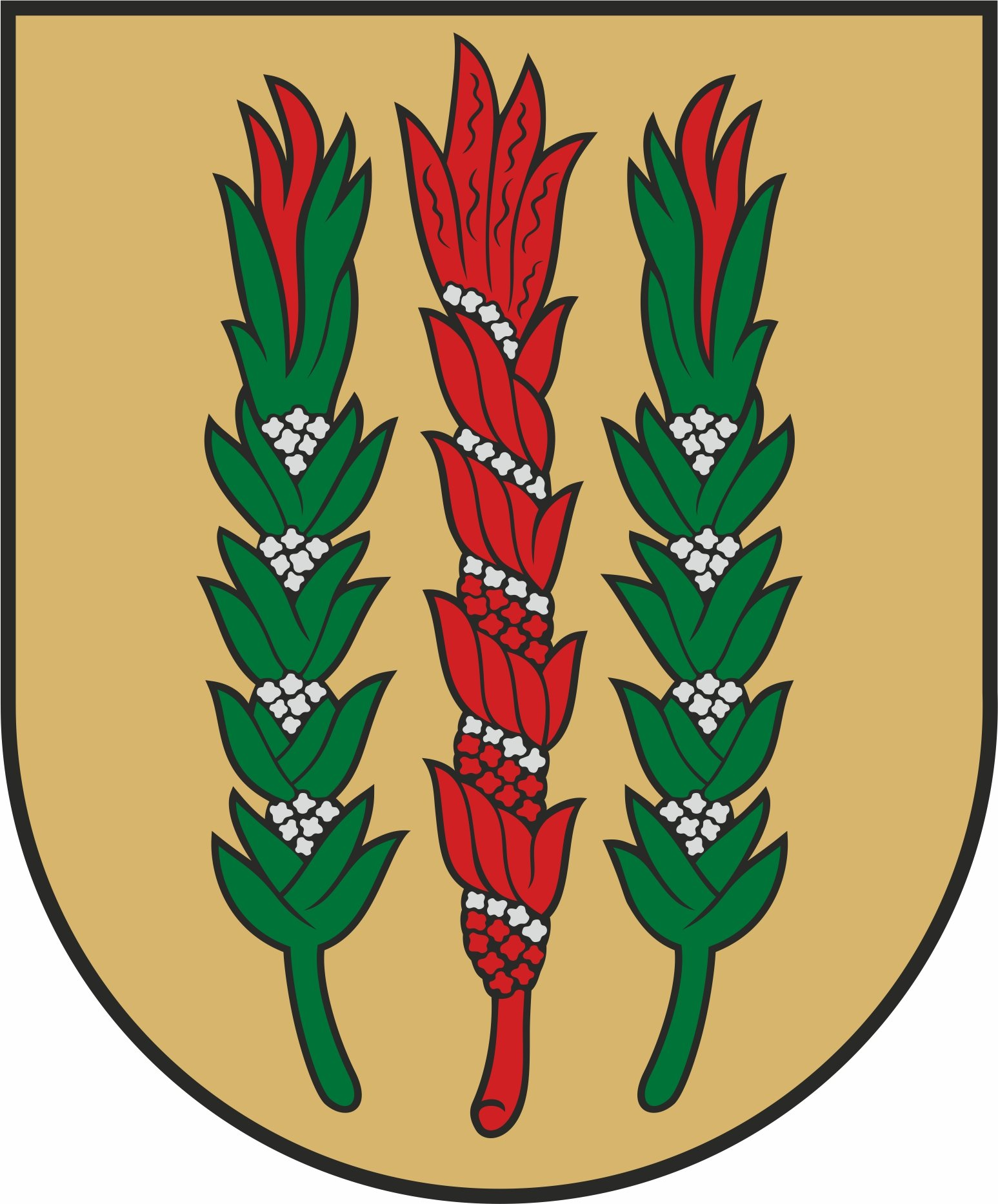
Palmy wileńskie w herbie Zujunów

Na Litwie funkcjonuje Towarzystwo Palmiarek Wileńszczyzny. Zwyczaj wicia palm wileńskich rozpowszechniony jest zarówno wśród Litwinów, jak i wśród mieszkających na Litwie Polaków. Tradycyjnymi ośrodkami wicia palm wileńskich są m.in. Krawczuny, Nowosiołki, Ciechanowiszki, Wilkiszki, Bujdziwiszki, Suderwa czy Sałaty.

## Wygląd i tworzenie
Tworzenie palm wielkanocnych to długi i skomplikowany proces. W okresie przygotowawczym należy zebrać, ususzyć i zafarbować kwiaty, które wykorzysta się przy tworzeniu palmy. Obecnie wije się palmy różnej długości; rekordowa mierzyła około sześciu metrów. Tradycyjne palmy mają około 30 cm i składają się z gałęzi wierzby lub leszczyny, wokół której znajdują się wałeczki z suszonych i farbowanych kwiatów kocanki, krwawnika, tymotki, wiekuistki itp.; całość zakończona jest wiechą szarej trawy mietlicy. Poza tym stosuje się również chmiel, wrotycz, dziurawiec czy kłosy zbóż i owsa. Współcześnie powstają również palmy składające się z innych roślin i wzorów.